# بنية كيميائية

البنية الكيميائية (بالإنجليزية: Chemical structure)‏ هي ترتيب الذرات في الجزيء, وعادة ما تكون هذه الذرات مرتبطة بروابط كيميائية مثل الرابطة التساهمية. ويمكن للبنية الكيميائية أن تتراوح من البنية البسيطة, مثل الجزيئات ثنائية الذرة مثل جزيء الأكسجين, إلى البنية بالغة التعقيد, مثل جزيء البروتين. ويمكن تمثيل البنية الكيميائية بواسطة الصيغ البنوية.
من الطرق الشائعة لتحديد البنية الكيميائية حيود الأشعة السينية.